# Karehundi, Heggadadevankote
Karehundi là một làng thuộc tehsil Heggadadevankote, huyện Mysore, bang Karnataka, Ấn Độ.